# Хеде (Гольштейн)
Хеде (нем. Heede) — община в Германии, в земле Шлезвиг-Гольштейн.
Входит в состав района Пиннеберг. Подчиняется управлению Ранцау. Население составляет 698 человек (на 31 декабря 2010 года). Занимает площадь 15,48 км².